# Sarcophyton elegans
Sarcophyton elegans är en korallart som beskrevs av Moser 1919. Sarcophyton elegans ingår i släktet Sarcophyton och familjen läderkoraller. Inga underarter finns listade i Catalogue of Life.